# Wandtapijt van de schepping

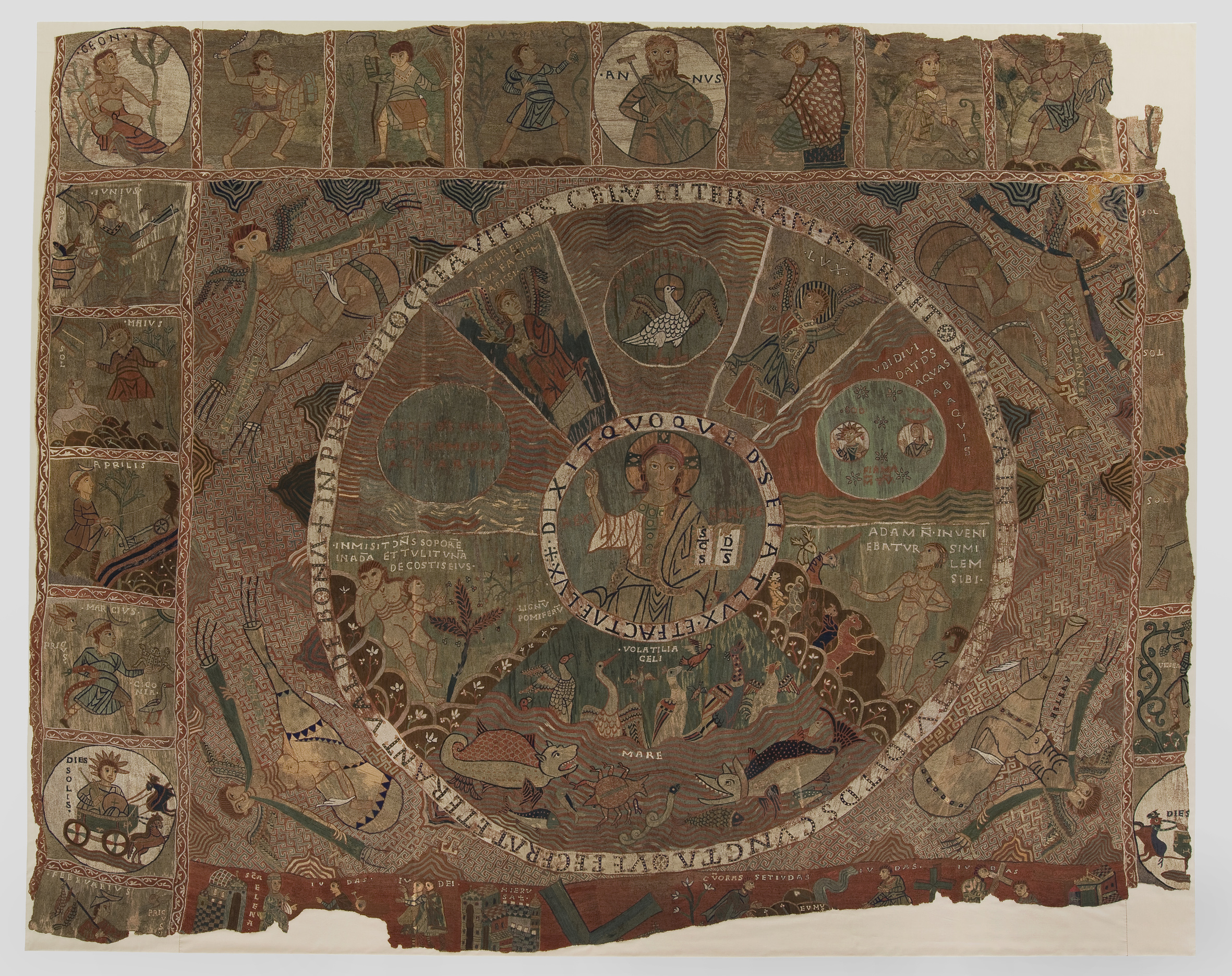
Wandtapijt van de schepping

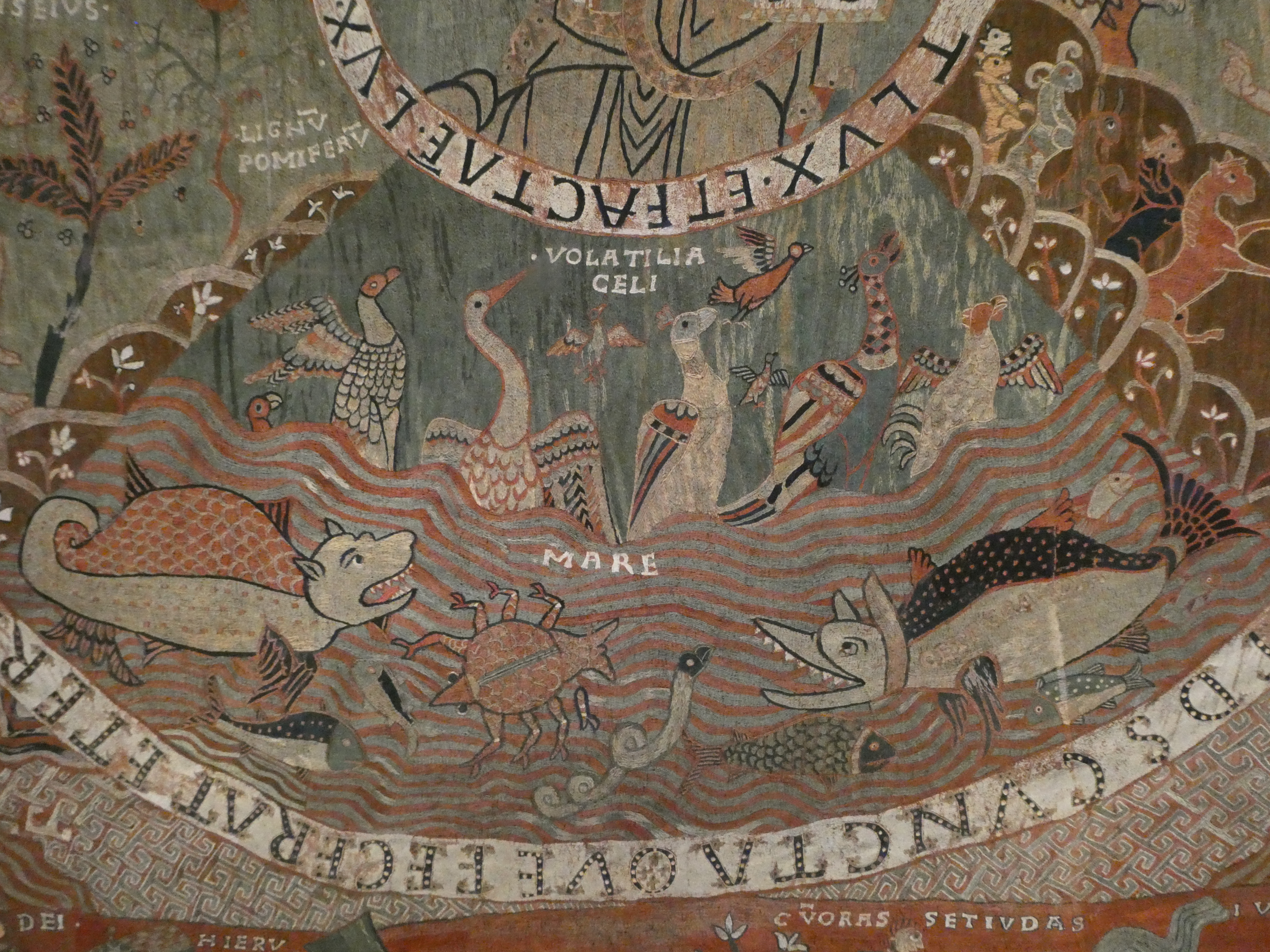
Detail: schepping van vogels en vissen

Het Wandtapijt van de schepping of Wandtapijt van Girona is een Romaans geborduurd tapijt uit de tweede helft van de 11e eeuw, dat in het museum van de Kathedraal van Girona in Catalonië (Spanje) hangt.
Het tapijt is 3,65 x 4,70 meter groot en beeldt centraal het Bijbelse scheppingsverhaal af. In het midden is Christus Pancrator afgebeeld met daaromheen een achttal afbeeldingen die onder andere de schepping van de dieren, de schepping van Eva uit de rib van Adam en het moment waarop Adam de dieren een naam geeft, voorstellen. Verder zijn de vier windrichtingen, de vier paradijsstromen, de seizoenen, de maanden en de weken afgebeeld.
De onderste strook is slechts gedeeltelijk bewaard gebleven en onderscheidt zich van de rest van het tapijt door zijn felrode ondergrond. Hierop is de legende van de kruisvinding door Sint-Helena afgebeeld.